# HMS Invincible (1907)

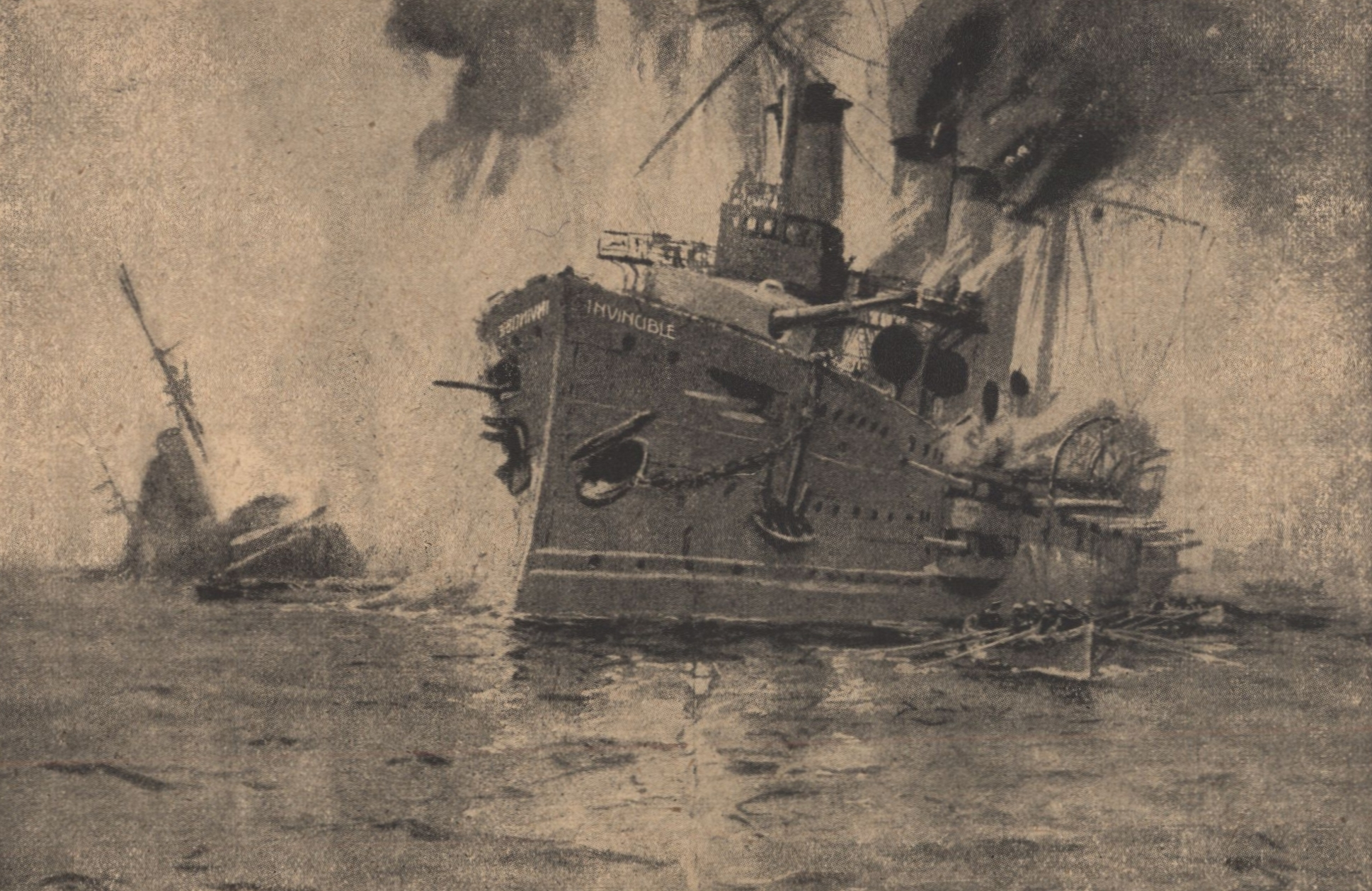
Az HMS Invincible elsüllyedése - fantáziarajz. Az alkotó nem ismerte ki magát a hadihajókkal, ugyanis a képen egyértelműen nem a HMS Invincible csatacirkáló látható, hanem egy nálánál jóval kisebb, brit páncélos cirkálóra emlékeztető hajó.

A HMS Invincible a brit Királyi Haditengerészet egyik csatacirkálója volt. A hajó a Invincible osztályba tartozott, ennek vezérhajója volt.
A 2. Csatacirkáló raj tagjaként, Charles Fitzgerald Sowerby kapitány irányítása alatt az Invincible is részt vett a skagerraki csatában, 1916. május 31-én. A csata során a hajó találatokat kapott az SMS Lützow és SMS Derfflinger hajók 280 mm-es ágyúitól. A német hajók három sortüzet adtak le egyenként, amitől az Invincible 90 másodperc alatt megsemmisült. A legénység 1032 tagjából mindössze 6 fő menekült meg, legtöbben odavesztek, köztük Hood admirális. Az Invincible osztály csatacirkálói gyors, erős fegyverzetű hajók voltak, páncélzatuk viszont messze nem felelt meg a velük szemben támasztott kihívásoknak.

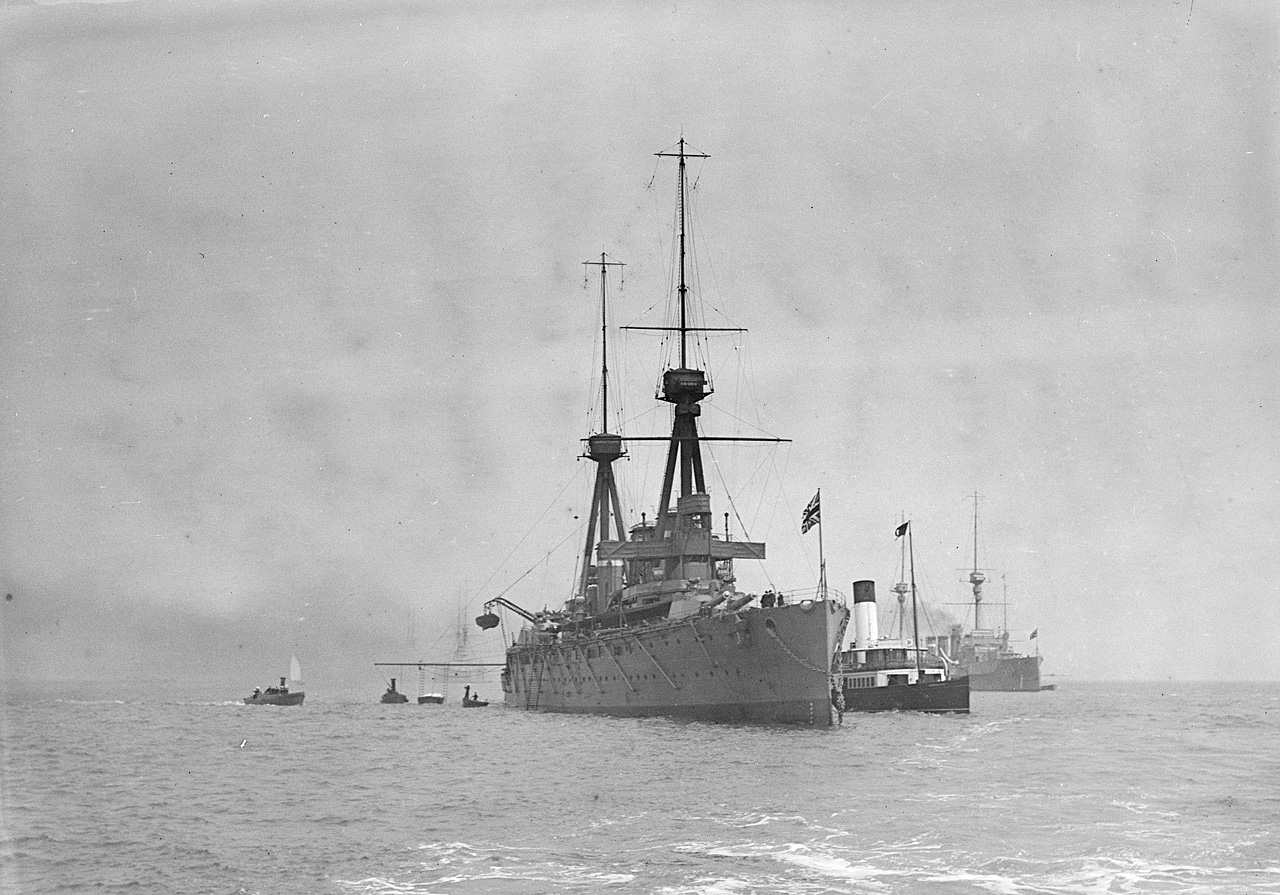
Az HMS Invincible brit csatacirkáló 1909. június-júliusában Spitheadben.
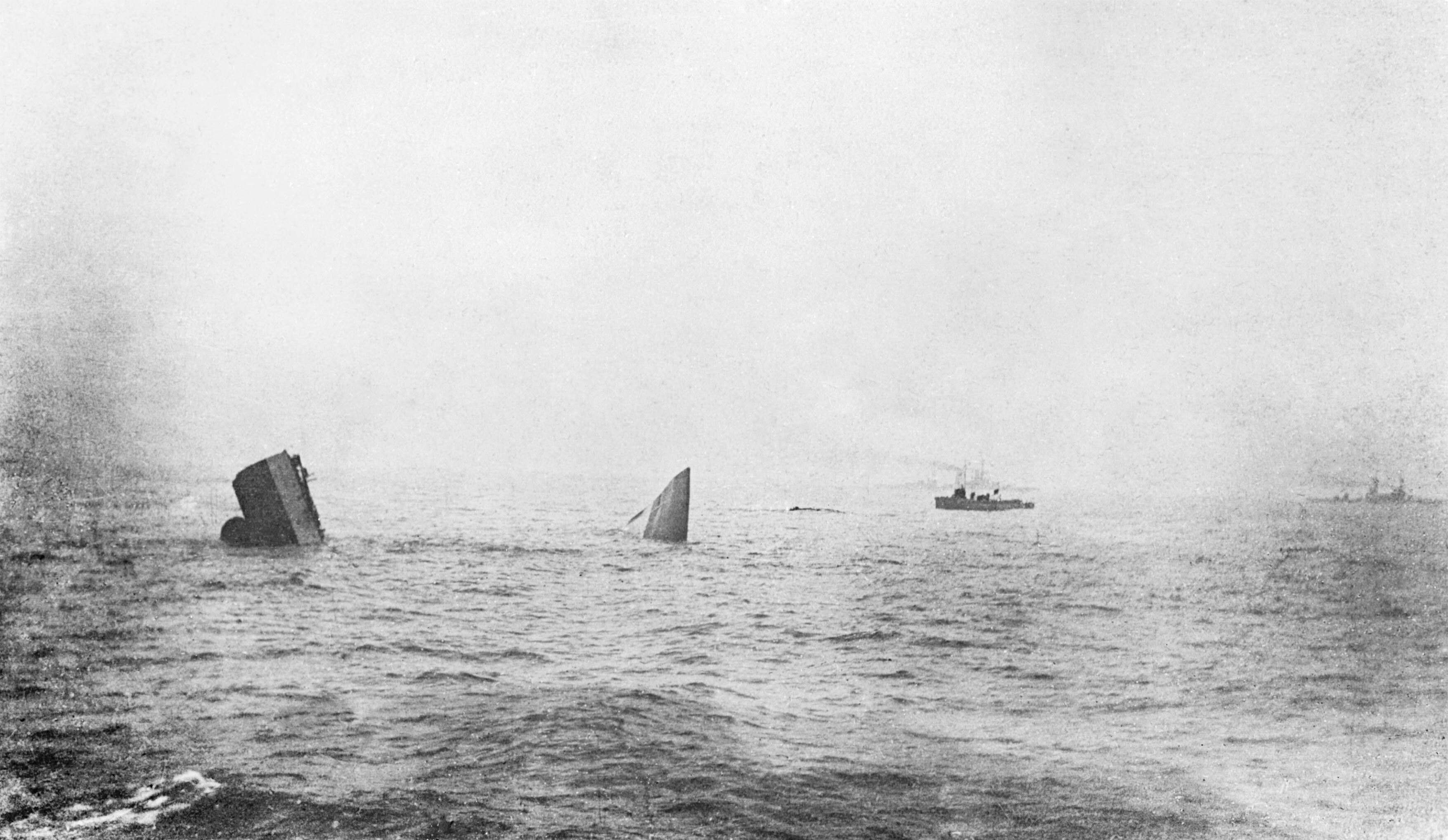
Az HMS Invincible brit csatacirkáló kettétőrt roncsa a jütlandi csatában.
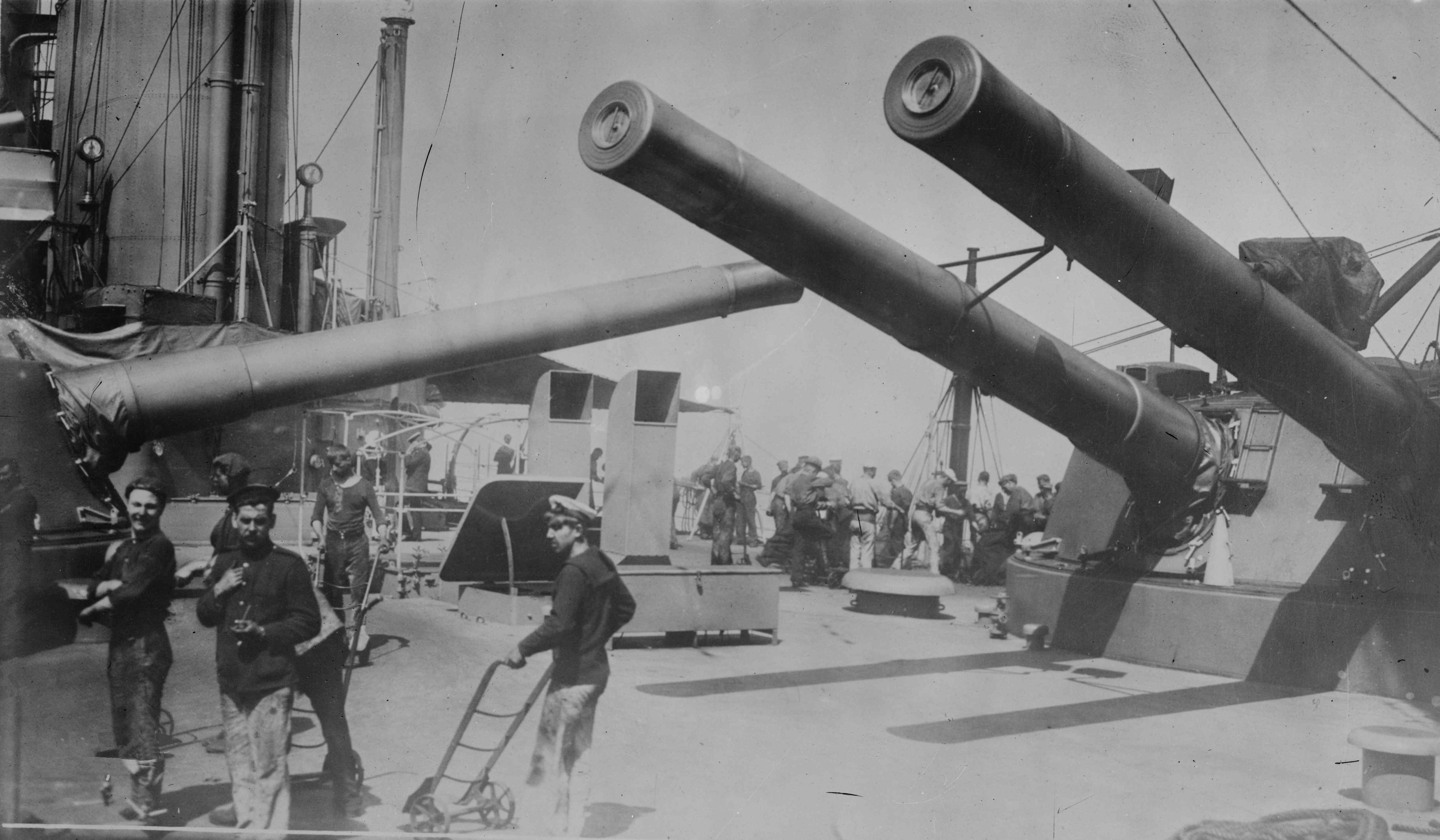
Az Invincible osztályú brit HMS Indomitable csatacirkáló fedélzet fölött keresztbe irányzott középső lövegtornyai.